# 亚撒黑
亚撒黑（希伯来语：עשהאל †）是耶西女儿洗鲁雅的小儿子，大卫的外甥。他有两个哥哥：有两个兄弟，元帅约押和亚比筛。他记载在撒母耳记下二、三章。
亚撒黑以脚快著称，“如野地的羚羊一般”（撒下2:18），在追赶押尼珥时被回馬槍杀死。